# Karsai István
Karsai István (Budapest, 1953. augusztus 4. –) magyar színész.

## Életpálya
1982-ben színészként diplomázott a Színművészeti Főiskolán, Marton Endre osztályában. 1982-től a Budapesti Gyermekszínház tagja volt, 1985-től Arany János Színházra nevezték át a színházat. 1994-től és 2012-től szabadfoglalkozású színművész. 1997-2011 között a Mikroszkóp Színpad tagja volt. Vendégként  játszott a Karinthy Színházban. Műsorvezetője volt 1996-ban a Telemázli című show műsornak. Szinkronszínészként is foglalkoztatott művész.

## Fontosabb színházi szerepei
- Molière: Scapin furfangjai:... Octave, Argante fia
- Molière: Úrhatnám polgár... Durant gróf
- William Shakespeare: A két veronai nemes... Protheus
- Kisfaludy Károly: A kérők... Perföldy
- Jókai Mór: A kőszívű ember fiai... Leonin, orosz nemes
- Maurice Maeterlinck: A kék madár... Tyl apó
- Lionel Bart: Oliver!... Noah
- Tamási Áron: Énekes madár:... katolikus pap
- Molnár Ferenc: Előjáték Lear királyhoz... fodrász, Marsall inas,
- Szakonyi Károly: Kardok, kalodák... Herbert Pammer, kornétás  (Kőszegi Várszínház)
- Polgár András: Az évszázad betege... dr. Vass főorvos.
- Török Sándor – Tóth Eszter: Csilicsala csodái... Gyuszi apja, Szultán, Király
- Erich Kästner: Emil és a detektívek... Ellenőr és felügyelő
- Képes Géza: Mese a halászlányról... Xavér
- Alexandr Vologyin: Krimi a Kőkorban... Hosszúfül
- Gelecsényi Sára: Szeplős Pötyi (zenés gyermek előadás)... Nagypapa
- Gelecsényi Sára – Szűts István: Hej, halihó! (zenés gyermek előadás)... szereplő
- Hofélia (Hofi Géza műsora)... közreműködő (Madách Kamara Színház)
- Élelem bére (Hofi Géza műsora)... közreműködő (Madách Kamara Színház)
- Hopp, te Zsiga! (kabaré)... szereplő
- Zsarukabaré... szereplő
- Kiskegyed kabaré... szereplő
- Nyerünk vagy nyelünk (kabaré)... szereplő
- Vigyázz NATO, jön a magyar! (kabaré)... szereplő
- Kelet ez nekünk? (kabaré)... szereplő
- Kihajolni veszélyes! (kabaré)... szereplő
- Zsebrepacsi (kabaré)... szereplő
- Közös bűnnek túrós a háta (kabaré)... szereplő
- Türelmes zóna (kabaré)... szereplő
- Leggyengébb láncszemek (kabaré)... szereplő
- Ügynökök kíméljenek! (kabaré)... szereplő
- A tenor háza (kabaré)... szereplő
- Ádám és EVA (kabaré)... szereplő
- Széllel szembe... (kabaré)... szereplő
- Magasztár? (kabaré)... szereplő
- Hogy volt? (kabaré)... szereplő
- Az élet lapos oldala - Bajor kabaré... szereplő
- Mikor lesz elegünk? (kabaré)... szereplő
- Le vagytok szavazva (kabaré)... szereplő
- Szakíts ha bírsz (kabaré)... szereplő
- Valakit visz a vicc (kabaré)... szereplő
- Akarsz róla beszélni (kabaré)... szereplő
- Röhej az egész (kabaré)... szereplő
- Balfék! Jobbra át! (kabaré)... szereplő
- Kabaré Retro... szereplő
- Hunyady Sándor: Lovagias ügy... Müller
- Thornton Wilder: A mi kis városunk... Willard professzor; Mr McCarty
- Aszlányi Károly: Péter, avagy szélhámos kerestetik... Altiszt

## Filmek, tv
- Ítélet előtt (sorozat) Egy lány halála című rész (1978)
- Utolsó előtti ítélet (1980)
- Fehér rozsda (1982)...Diák
- Különös házasság (sorozat) 4. rész (1984)
- Míg új a szerelem (1986)
- Nyolc évszak (sorozat) (1987)
- Linda (sorozat) Piros, mint a kármin című rész (1986); A hazajáró lélek című rész (1989)
- Szomszédok (sorozat) 
  - 9. rész (1987)...Orvos
  - 31. rész (1988)...Dr. Kurucz
  - 93. rész (1990)...Kereskedelmi felügyelő
  - 177. rész (1994)...Vendég
- Privát kopó (sorozat) Félelem ára című rész (1993)
- Énekes madár (színházi előadás tv-felvétele, 1993)
- Kisváros (sorozat) Váratlan vendég című rész (1993)...Autószalon munkás
- Barátok közt (sorozat) (1364. rész; 1365. rész) (2001)
- Magyar vándor (2004)
- Szeress most! (sorozat)  Boldog családok című rész (2005)
- Majdnem szűz (2008)
- Veszettek (2015)...Korpási Sándor, tévériporter
- Cinematographer /Operatőr/(2017)...Dezső
- Mintaapák (2020)

## Műsorvezetőként
- Telemázli TV-show műsor (1996)
- Magyarország nagyító alatt (TV-műsor)